# Munou na Nana
Munou na Nana (無能なナナ, Munō na Nana) é um mangá japonês escrito por Looseboy e ilustrado por Iori Furuya. Foi serializado na revista shōnen manga da Square Enix, Monthly Shōnen Gangan, desde maio de 2016 e foi coletado em treze volumes de tankōbon. O mangá é publicado digitalmente na América do Norte pela Crunchyroll. Uma adaptação de anime para uma série de televisão pela Bridge estreou em outubro de 2020.

## Enredo
Num futuro próximo, crianças com poderes sobrenaturais chamados de "Talentosos" começarão a surgir em todo o mundo. Para prepará-los para a próxima batalha contra os "Inimigos da Humanidade", eles são enviados a uma escola localizada em uma ilha deserta e têm todas as suas necessidades diárias atendidas até a graduação. Um dia, uma nova aluna chamada Nana Hiiragi chega à escola e logo se aproxima dos outros alunos. Na realidade, porém, Nana é uma assassina do governo que não possui talento e foi enviada para matar os estudantes, que o governo considera serem os verdadeiros Inimigos da Humanidade.

## Personagens
Nana Hiiragi (柊 ナナ, Hiiragi Nana)
Voz de: Rumi Okubo 
O personagem principal da história, um dos mais novos alunos da ilha com o talento de ler mentes e uma personalidade muito alegre e extrovertida. Na realidade, ela é uma assassina sem talento enviada pelo governo para eliminar silenciosamente todos os seus colegas de classe. Ela usa raciocínio dedutivo e técnicas de engenharia social para manter a fachada de ser um leitor de mentes e evitar suspeitas enquanto faz seu trabalho real.
Nanao Nakajima (中島 ナナオ, Nakajima Nanao)
Voz de: Hiro Shimono
Um menino tímido de uma família rica que se sente pressionado pelo pai a se tornar um líder onde quer que vá. No início, ele é visto como um aluno sem Talento e o protagonista inicial, mas depois revela que seu talento é a capacidade de anular os efeitos de outros talentos tocando-os.
Kyōya Onodera (小野寺 キョウヤ, Onodera Kyōya)
Voz de: Yūichi Nakamura
Uma misteriosa estudante transferida que chegou à escola na mesma época que Nana. Ele mantém seu talento imortal escondido de seus colegas de classe e é um otaku. Ele suspeita de Nana devido ao seu envolvimento próximo a todas as mortes.
Michiru Inukai (犬飼 ミチル, Inukai Michiru)
Voz de: Mai Nakahara
Uma garota gentil que é ingênua. Seu talento permite que ela cure outras pessoas lambendo suas feridas.
Yōhei Shibusawa (渋沢 ヨウヘイ, Shibusawa Yōhei)
Voz de: Toshiki Masuda
Um estudante talentoso que odeia pessoas barulhentas que desperdiçam comida ou comem muito devagar. Ele pode viajar até 24 horas no passado a partir de um determinado ponto e mudar a posição de objetos ou pessoas, desde que não seja percebido por outras pessoas, ponto em que se teletransporta de volta ao presente. Quanto mais longo o salto ele dá, mais energia ele usa.
Moguo Iijima (飯島 モグオ, Iijima Moguo)
Voz de: Takuya Nakashima
O valentão da turma com o talento da pirocinese.
Moguo's henchman A (子分A, Kobun A)
Voz de: Yūki Inoue
Um aluno que é um dos capangas de Moguo.
Moguo's henchman B (子分B, Kobun B)
Voz de: Takeo Ōtsuka
Um aluno que é um dos capangas de Moguo.
Moguo's henchman C (子分C, Kobun C)
Voz de: Yoshitaka Yamaya
Um aluno que é um dos capangas de Moguo.
Seiya Kori (郡 セイヤ, Kori Seiya)
Voz de: Hiromichi Tezuka
Um aluno extravagante com o talento da ciocinese.
Kirara Habu (羽生 キララ, Habu Kirara)
Voz de: Yukina Tsutsumi
Um gyaru que gosta de intimidar Michiru. Ela é a melhor amiga de Kaori.
Kaori Takanashi (高梨 カオリ, Takanashi Kaori)
Voz de: Yurie Kozakai
Um gyaru que gosta de intimidar Michiru. Ela é a melhor amiga de Kirara.
Tsunekichi Hatadaira (葉多平 ツネキチ, Hatadaira Tsunekichi)
Voz de: Atsushi Tamaru
Um estudante descontraído que pode projetar suas visões proféticas enquanto dorme por meio de uma câmera normal.
Yūka Sasaki (佐々木 ユウカ, Sasaki Yūka)
Voz de: Miyu Tomita
Uma moleca que afirma ter o talento da superforça.
Shinji Kazama (風間 シンジ, Kazama Shinji)
Voz de: Aiko Ninomiya
Um menino pálido com talento para a necromancia.
Ryūji Ishii (石井 リュウジ, Ishii Ryūji)
Voz de: Tomohiro Ono
Um bom aluno que é namorado de Fūko.
Fūko Sorano (空野 フウコ, Sorano Fūko)
Voz de: Yuna Kamakura
Uma garota de boas maneiras que é namorada de Ryuji.
Homeroom teacher (担任教師, Tannin Kyōshi)
Voz de: Atsushi Kousaka
Ele é o professor de homeroom dos alunos.
Jin Tachibana (橘 ジン, Tachibana Jin)
Voz de: Kōji Yusa
Um poderoso Talentoso que foi aluno da ilha.

## Mídia

### Mangá
Munou na Nana foi escrita por Looseboy e ilustrada por Iori Furuya. A série começou a serialização na revista shōnen manga da Square Enix, Monthly Shōnen Gangan, em 12 de maio de 2016. Em fevereiro de 2025, ele foi coletado em treze volumes de tankōbon . A série é publicada digitalmente na América do Norte pela Crunchyroll .

#### Lista de volumes
| N.º | Data de lançamento      | ISBN              |
| --- | ----------------------- | ----------------- |
| 1   | 22 de fevereiro de 2017 | 978-4-7575-5153-4 |
| 2   | 22 de maio de 2017      | 978-4-7575-5345-3 |
| 3   | 22 de janeiro de 2018   | 978-4-7575-5586-0 |
| 4   | 22 de outubro de 2018   | 978-4-7575-5873-1 |
| 5   | 12 de julho de 2019     | 978-4-7575-6193-9 |
| 6   | 11 de abril de 2020     | 978-4-7575-6588-3 |
| 7   | 12 de outubro de 2020   | 978-4-7575-6894-5 |
| 8   | 11 de junho de 2021     | 978-4-7575-7315-4 |
| 9   | 12 de fevereiro de 2022 | 978-4-7575-7738-1 |
| 10  | 12 de outubro de 2022   | 978-4-7575-8196-8 |
| 11  | 12 de julho de 2023     | 978-4-7575-8658-1 |
| 12  | 12 de abril de 2024     | 978-4-7575-9148-6 |
| 13  | 12 de fevereiro de 2025 | 978-4-7575-9670-2 |

### Anime
Uma adaptação de série de anime para televisão foi anunciada em 7 de abril de 2020. A série é animada por Bridge e dirigida por Shinji Ishihira, com Fumihiko Shimo cuidando da composição da série, Satohiko Sano desenhando os personagens e Yasuharu Takanashi compondo a música na Nippon Columbia . O tema de abertura, "Broken Sky", é interpretado por Miyu Tomita, enquanto o tema de encerramento, "Bakemono to Yobarete" (バケモノと呼ばれて, "Known as a Monster") , é interpretado por Chiai Fujikawa . A série estreou em 4 de outubro de 2020 na AT-X, Tokyo MX, SUN e TVA . A série terá 13 episódios. Muse Communication licenciou o anime no Sudeste Asiático. Funimation adquiriu a série e está transmitindo a série em seu site na América do Norte e nas Ilhas Britânicas.